# Kimetsu no Yaiba: Mugen Ressha-hen

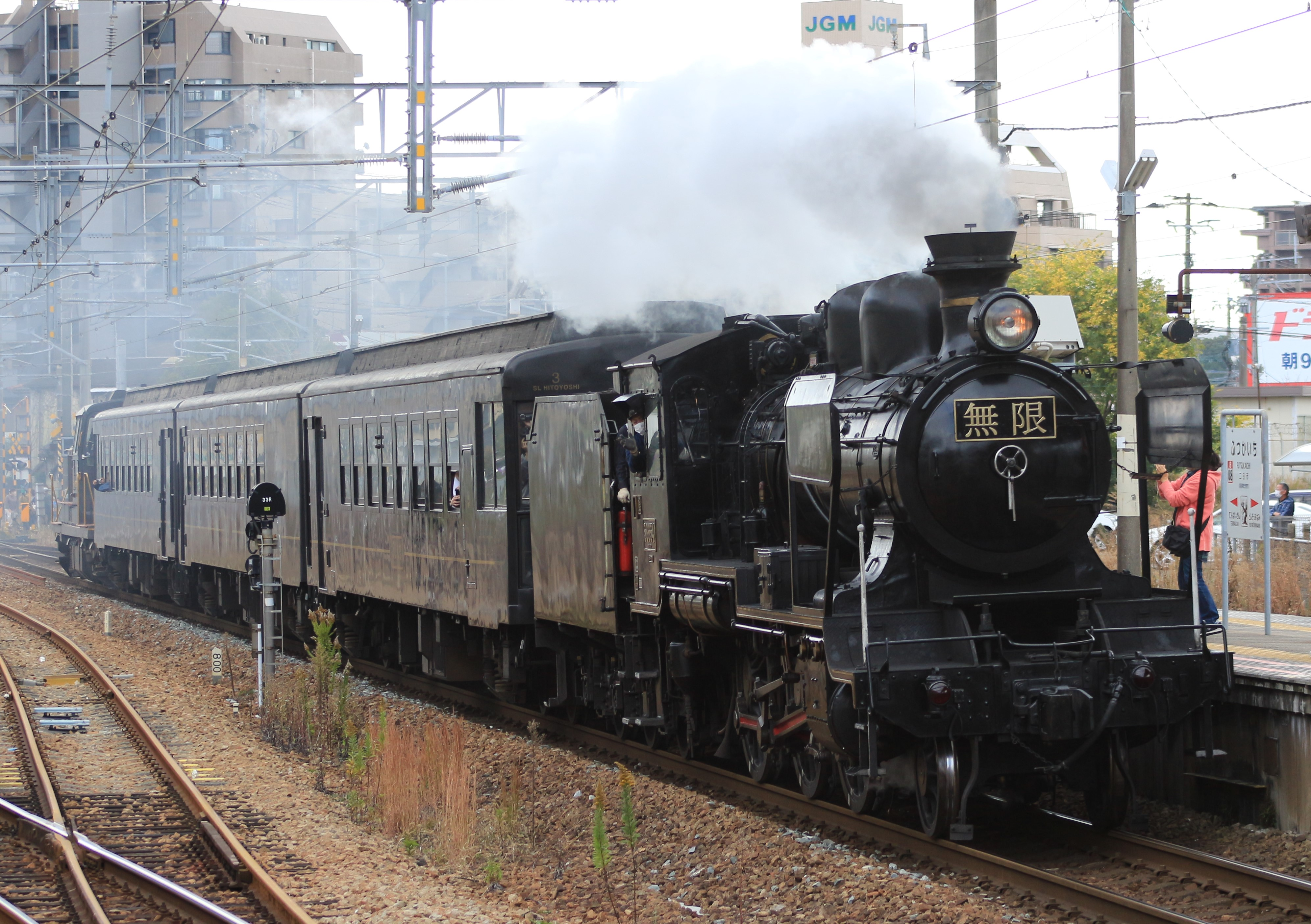

Kimetsu no Yaiba: Mugen Ressha-hen, también conocida como Demon Slayer: Mugen Train y titulada en España como Guardianes de la noche: Tren infinito, es una película de anime japonesa de 2020 basada en la serie de manga shōnen Kimetsu no Yaiba, de Koyoharu Gotōge.
La película es una secuela directa de la serie de anime de 2019, está dirigida por Haruo Sotozaki y producida por Ufotable.
Se estrenó el 16 de octubre de 2020 en Japón, con un éxito generalizado, convirtiéndose en la película japonesa más taquillera de 2020, la primera película más taquillera de Japón,  la película de anime más taquillera de la historia, la película anime más taquillera de 2020 y la película más taquillera del mundo en 2020 y la película animada con clasificación R más taquillera de la historia

## Argumento
Tanjiro, Nezuko, Zenitsu e Inosuke suben a un tren para ayudar al Hashira de la Llama Kyōjurō Rengoku (Kyujiro Rengoku) en su misión de dar caza a un demonio que ha matado a muchos Cazadores de Demonios. Poco después de subir, todos ellos son encantados y caen en un profundo sueño. Enmu, de rango inferior a uno de los doce Kizuki, ordena a cuatro pasajeros, todos ellos aquejados de un grave insomnio, que entren en los sueños de los Cazadores de Demonios y destruyan sus núcleos espirituales para que no puedan volver a despertarse. A cambio, Enmu les concederá un sueño tranquilo.
Durante su sueño, Tanjiro y sus compañeros tienen sueños felices. Tanjiro se da cuenta de que está soñando e intenta despertarse, consiguiéndolo después de que una visión de su padre le indique que se mate en el sueño. Al mismo tiempo, Nezuko utiliza su poder para cortar la conexión de los intrusos con los cazadores y despertar a los pasajeros. Atemorizados por Enmu, atacan a Tanjiro, que los deja fuera de combate.
Mientras Nezuko despierta a los demás, Tanjiro se enfrenta a Enmu y, en la batalla posterior, lo decapita. Sin embargo, Enmu no muere, y revela que se fusionó con el tren. Kyōjurō ordena a Inosuke y a Tanjiro que busquen el cuello de Enmu mientras él, Nezuko y Zenitsu se quedan atrás para proteger a los demás pasajeros. Tanjiro e Inosuke encuentran el cuello de Enmu en la sala de máquinas. Tanjiro es apuñalado por un pasajero, pero consigue cortar el hueso del cuello, matando a Enmu y deteniendo el tren.
Sin embargo, Akaza, el Tres de la Luna Superior, aparece poco después y ataca a los Asesinos. Kyōjurō lucha solo contra él y resulta herido de gravedad, aunque Akaza se ve obligado a huir cuando el sol comienza a salir. En un último esfuerzo por detenerlo Tanjiro le lanza su espada a Akaza que le empala el pecho, pero aun así logra escapar con la espada aún en el pecho. Tanjiro le llama airadamente cobarde por huir y declara a Kyōjurō vencedor del combate. Kyōjurō anima a Tanjiro y a sus amigos a seguir su camino, y fallece en el lugar. La película termina con los personajes llorando la muerte de Kyōjurō.

## Actores de voz
| Personaje                                            | Actor de voz original | Actor de doblaje      | Actor de doblaje       |
| ---------------------------------------------------- | --------------------- | --------------------- | ---------------------- |
| Tanjirō Kamado (竈門 炭治郎, Kamado Tanjiro)         | Natsuki Hanae         | Iván Bastidas         | Marcel Navarro         |
| Nezuko Kamado (竈門 禰豆子, Kamado Nezuko)           | Akari Kitō            | Annie Rojas           | Eva Andrés             |
| Inosuke Hashibira (嘴平 伊之助, Hashibira Inosuke)   | Yoshitsugu Matsuoka   | Uraz Huerta           | Eduard Itchart         |
| Zenitsu Agatsuma (我妻 善逸, Agatsuma Zen'itsu)      | Hiro Shimono          | José Luis Piedra      | Xavier Castañer        |
| Kyōjurō Rengoku (煉獄 杏寿郎, Rengoku Kyōjurō)       | Satoshi Hino          | Irwin Daayán          | David Jenner           |
| Enmu / Lower Moon One (魘夢)                         | Daisuke Hirakawa      | Arturo Castañeda      | Enrique Hernández      |
| Akaza / Upper Moon Three (猗窩座)                    | Akira Ishida          | José Antonio Tolelano | Carles Teruel          |
| Ruka Rengoku (煉獄 瑠火, Rengoku Ruka)               | Megumi Toyoguchi      | Rommy Mendoza         | Lucía Aránega          |
| Shinjurō Rengoku (煉獄 槇寿郎, Rengoku Shinjurō)     | Rikiya Koyama         | Mario Castañeda       | Rafael Ordóñez Arrieta |
| Senjurō Rengoku (煉獄 千寿郎, Rengoku Senjuro)       | Junya Enoki           | Ileana Escalante      | Rubén Aranda           |
| Tanjurō Kamado (竈門 炭十郎, Kamado Tanjūrō)         | Shin-ichiro Miki      | Armando Coria         | Pau Ferrer             |
| Kie Kamado (竈門 葵枝, Kamado Kie)                   | Houko Kuwashima       | Mafer Morales         | Rosa López             |
| Takeo Kamado (竈門 竹雄, Kamado Takeo)               | Yō Taichi             | Nicolás Calderón      | Nina Romero            |
| Hanako Kamado (竈門 花子, Kamado Hanako)             | Konomi Kohara         | Bonnie Miuller        | Majo Montesinos        |
| Shigeru Kamado (竈門 茂, Kamado Shigeru)             | Kaede Hondo           | Oliver Díaz           | Sivia Cabrera          |
| Rokuta Kamado (竈門 六太, Kamado Rokuta)             | Aoi Koga              | Tenyo Vargas          | Eva Andrés             |
| Giyū Tomioka (冨岡 義勇, Tomioka Giyū)               | Takahiro Sakurai      | Marc Winslow          | Desconocido            |
| Shinobu Kochō (胡蝶 しのぶ, Kochō Shinobu)           | Saori Hayami          | Cristina Hernández    | Desconocido            |
| Gyōmei Himejima (悲鳴嶼 行冥, Himejima Gyōmei)       | Tomokazu Sugita       | Gerardo Reyero        | Álex Moreno            |
| Tengen Uzui (宇髄 天元, Uzui Tengen)                 | Katsuyuki Konishi     | Gabriel Basurto       | José Manuel Oliva      |
| Sanemi Shinazugawa (不死川 実弥, Shinazugawa Sanemi) | Tomokazu Seki         | Galo Balcázar         | Jesús Motos            |
| Obanai Iguro (伊黒 小芭内, Iguro Obanai)             | Kenichi Suzumura      | Arturo Cataño         | Desconocido            |
| Kagaya Ubuyashiki (産屋敷 耀哉, Ubuyashiki Kagaya)   | Toshiyuki Morikawa    | Idzi Dutkiewicz       | Omar Lozano            |
| Amane Ubuyashiki (産屋敷 あまね, Ubuyashiki Amane)   | Rina Satō             | Verania Ortiz         | Lucía Aránega          |

## Producción
(Kimetsu no Yaiba: Mugen Ressha-hen), con el personal y el elenco repitiendo sus roles. El 10 de abril de 2020, se anunció que la película se estrenaría en cines en Japón el 16 de octubre de 2020. La película es distribuida en Japón por Aniplex (una subsidiaria de Sony Music Entertainment Japan) y Toho. LiSA interpretó el tema principal de la película, titulado "Homura" (炎,Llama ).
El 18 de septiembre de 2020, se anunció que los espectadores japoneses recibirían una copia de "Rengoku Volume 0", un manga especial del autor de la serie Koyoharu Gotouge con el personaje Kyōjurō Rengoku, limitado a 4,5 millones de copias.
Aniplex of America ha obtenido la licencia de la película y la estrenará en cines en Norteamérica en cooperación con Funimation Films en 2021.
Selecta Visión ha obtenido la licencia de la película y la estrenará en cines en España el 23 de abril de 2021.
Konnichiwa Festival ha obtenido la licencia de distribución de la película para México, Brasil y algunas partes de Latinoamérica donde estén disponibles filiales de Cinépolis.

## Recepción
| País                    | Ingresos de taquilla             | Entradas vendidas | Fecha de estreno        | Ref                  |
| ----------------------- | -------------------------------- | ----------------- | ----------------------- | -------------------- |
| Japón                   | ¥39,038,746,700 (US$373,905,061) | 28,301,381        | 27 de diciembre de 2020 | [ 16 ]               |
| Taiwán                  | NT$633,837,281 (US$22,279,198)   | 2,599,237         | 13 de diciembre de 2020 | [ 17 ] [ 18 ]        |
| Corea del Sur           | ₩14,715,472,000 (US$13,033,934)  | 1,532,470         | N/A                     | [ 19 ] [ 20 ]        |
| Tailandia               | ฿126,000,000 (US$4,214,005)      | N/A               | N/A                     | [ 21 ] [ 22 ] [ 23 ] |
| Hong Kong               | HK$31,078,241 (US$4,008,595)     | N/A               | 2 de diciembre de 2020  | [ 24 ] [ 25 ]        |
| Singapur                | S$2,420,000 (US$1,831,041)       | N/A               | N/A                     | [ 26 ] [ 27 ]        |
| Malasia y Brunéi        | RM4,300,000 (US$1,043,049)       | N/A               | N/A                     | [ 28 ] [ 29 ] [ 30 ] |
| Vietnam                 | ₫16,160,838,000 (US$701,203)     | 198,372           | 13 de diciembre de 2020 | [ 31 ] [ 32 ]        |
| Laos                    | ₭100,000,000 (US$10,704)         | N/A               | N/A                     | [ 33 ] [ 34 ]        |
| Asia                    | US$421,026,790+                  | 32,631,460+       |                         |                      |
| Australia               | A$3,770,051 (US$2,915,098)       | N/A               | N/A                     | [ 35 ] [ 36 ]        |
| Nueva Zelanda           | NZ$660,662 (US$476,758)          | N/A               | N/A                     | [ 37 ] [ 38 ] [ 39 ] |
| Oceanía                 | US$ 3,391,856+                   | N/A               |                         |                      |
| Estados Unidos y Canadá | US$19,542,227                    | N/A               | 23 de abril del 2021    |                      |
| Total mundial           | US$443,960,873                   | 32,631,460+       |                         |                      |

### Taquilla
Tras su estreno, la película rompió el récord del primer día con 1,2 mil millones de yenes (11,3 millones de dólares). En su primer fin de semana, recaudó 4.6 mil millones de yenes (44 millones de dólares) en Japón. Fue el mejor fin de semana de estreno de tres días en los cines japoneses, y la película más taquillera en todo el mundo durante el fin de semana, a pesar de varias medidas de seguridad adoptadas debido a la pandemia de COVID-19, como asientos espaciados que limitan las admisiones a aproximadamente la mitad de la capacidad normal. o la prohibición de alimentos y bebidas en sesiones a plena capacidad. El éxito récord de la película se ha atribuido a Kimetsu no Yaiba la popularidad de la franquicia en Japón, además del número limitado de películas disponibles en los cines japoneses durante la pandemia de COVID-19.
En diez días, se convirtió en la película más rápida en la historia de la taquilla japonesa en superar los 10 mil millones de yenes y los 100 millones de dólares. Superó el récord de El viaje de Chihiro, que previamente había cruzado el hito de los 10 mil millones de yenes en 25 días y mantuvo el récord durante 19 años. Mugen Train también estableció el récord del segundo fin de semana con mayor recaudación. En 17 días, rompió las barreras de los 15.000 millones de yenes y los 150 millones de dólares. Pasó a una cifra bruta de 20.400 millones de yenes (197,9 millones de dólares) en 24 días, convirtiéndose en la quinta película más taquillera de Japón y la película más rápida en cruzar los 20.000 millones de yenes en Japón. También estableció el récord para el lanzamiento de IMAX de mayor recaudación en Japón, con 14.2 millones de dólares obtenidos de las proyecciones IMAX, superando el récord de 13 millones de dólares establecido anteriormente por Bohemian Rhapsody. En 45 días, la película recaudó 27,512,438,050 de yenes (265 millones de dólares) en Japón.
Encabezó la taquilla internacional durante varias semanas, convirtiéndose en la película animada más taquillera de 2020,[cita requerida] y la quinta película más taquillera del año en los mercados internacionales fuera de América del Norte. En Taiwán, Mugen Train recaudó 360 millones dólares taiwaneses (12,6 millones de dólares) en 17 días desde su estreno el 30 de octubre, convirtiéndose en la película más taquillera del año en Taiwán y estableciendo un nuevo récord como la película animada más taquillera de todos los tiempos en Taiwán, superando a los poseedores de récords anteriores Frozen 2 y Your Name. A partir del 24 de noviembre de 2020, Mugen Train se convirtió en la cuarta película más taquillera del mundo en 2020, habiendo recaudado un total de 280,6 millones de dólares estadounidenses en Japón, Taiwán y Hong Kong.
En su primer fin de semana de estreno en España, la película se alzó con el puesto número 1 en taquilla.